# Samsung Galaxy Tab Pro 8.4
Samsung Galaxy Tab Pro 8.4 là máy tính bảng 8.4-inch chạy hệ điều hành Androidsản xuất và phân phối bởi Samsung Electronics. Nó thuộc dòng sản phẩm cao cấp "Pro" của Samsung Galaxy Tab series, nó bao gồm mẫu 10.1-inch và 12.2-inch, the Samsung Galaxy Tab Pro 10.1 và Galaxy Tab Pro 12.2. Nó được công bố vào 6 tháng 1 năm 2014, và nó được phát hành tại Mỹ vào 19 tháng 2, giá khởi điểm $399. Đây là máy tính bảng 8.4-inch đầu tiên của Samsung với mục đích cạnh trang trực tiếp với LG G Pad 8.3.

## Lịch sử
Galaxy Tab Pro 8.4 được công bố vào 6 tháng 1 năm 2014. Nó được ra mắt cùng với Galaxy Note Pro 12.2, Tab Pro 10.1, và Tab Pro 8.4 tại 2014 Consumer Electronics Show ở Las Vegas.

## Tính năng
Galaxy Tab Pro 8.4 phát hành với Android 4.4 KitKat. Samsung tùy biến giao diện với TouchWiz UX. Cũng như một số ứng dụng chuẩn của Google, một số ứng dụng Samsung như ChatON, S Suggest, S Voice, S Translator, S Planner, WatchON, Smart Stay, Multi-Window, Group Play, và All Share Play.
Chỉ một vài tuần sau khi phát hành, máy tính bảng Android này được chính thức cập nhật lên Android 4.4.2 Kitkat. Bản cập nhật được phát hành ở một số quốc gia như Anh, Columbia, Mỹ... Nó sửa một số lỗi, tăng cường an ninh và cải tiến hiệu suất cho thiết bị. Nó có sẵn cho người dùng thông qua OTA hoặc qua Samsung Kies.
Galaxy Tab Pro 8.4 có sẵn bản WiFi, 3G & WiFi, và biến thể 4G/LTE & WiFi. Dung lượng lưu trữ từ 16 GB đến 32 GB tùy thuộc vào mẫu, với khe thẻ nhớ mở rộng microSDXC. Nó có màn hình 8.4-inch Super Clear LCD với độ phân giải 2.560x1.600 pixel và mật độ điểm ảnh 359 ppi. Nó có máy ảnh trước 2 MP không flash và máy ảnh chính 8.0 MP AF với LED flash. Nó có thể quay video HD.

## Liên kết
- Website chính thức